# Robert Herzog (Bischof)

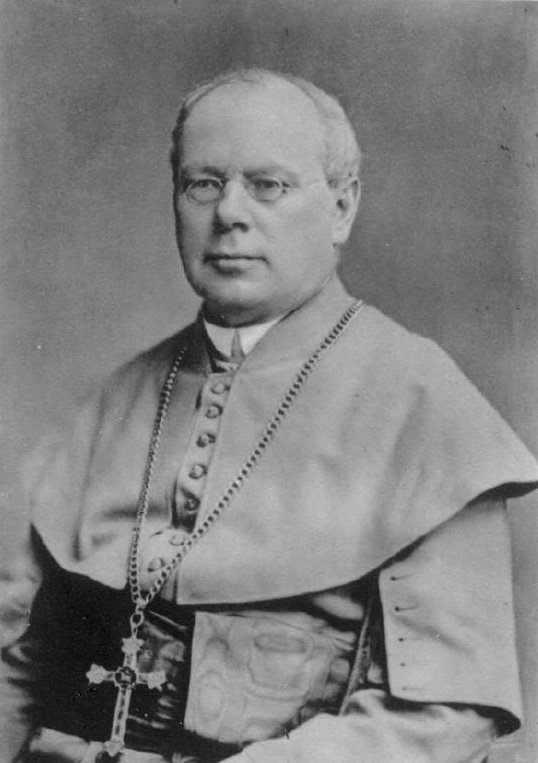
Robert Herzog

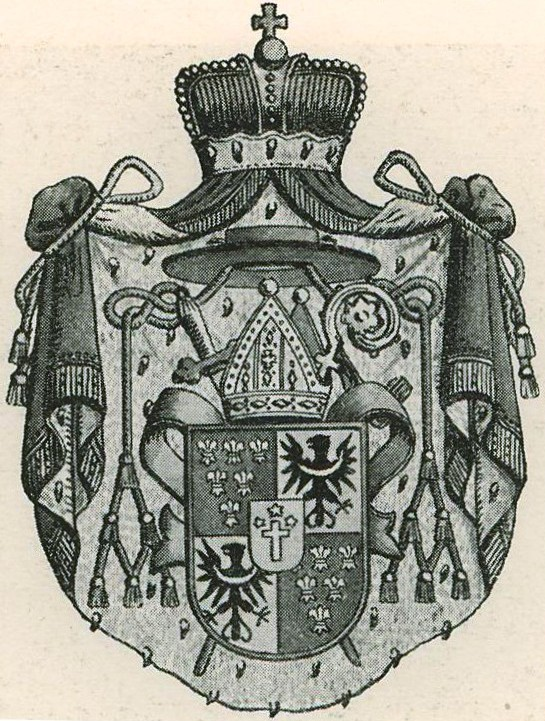
Bischofswappen

Robert Herzog (* 17. Februar 1823 in Schönwalde, Landkreis Frankenstein, Provinz Schlesien; † 26. Dezember 1886 in Breslau) war ein römisch-katholischer Geistlicher und von 1882 bis 1886 Fürstbischof im Erzbistum Breslau.

## Werdegang
Robert Herzog studierte an der Universität Breslau Katholische Theologie und empfing 1848 die Priesterweihe. Nach Kaplansjahren in Brieg und in Berlin wurde er 1857 Kurat und anschließend Administrator der Pfarrei St. Adalbert in Breslau, 1863 Pfarrer und Erzpriester in Brieg. 1870 folgte die Ernennung zum Fürstbischöflichen Delegaten für Brandenburg und Pommern sowie zum Propst von St. Hedwig in Berlin.

### Fürstbischof von Breslau
Mit Zustimmung der preußischen Staatsregierung ernannte ihn Papst Leo XIII. am 30. März 1882 zum Bischof von Breslau. Die Bischofsweihe empfing er am 21. Mai desselben Jahres von Bischof Philipp Krementz von Ermland; Mitkonsekratoren waren Franz Adolf Namszanowski, Militärbischof für das Deutsche Reich, und Hermann Gleich, Weihbischof in Breslau.
Wegen seiner gemäßigten Gesinnung genoss Robert Herzog das Vertrauen der preußischen Regierung. Trotzdem unterstützte er die ultramontanen Forderungen hinsichtlich der gemischten Ehen und der Staatspfarrer.
Seine Wirkungsmöglichkeiten konnte er nicht lange entfalten. Im Juli 1886 stiftete er das Beuthener Robertus-Stift. Wenige Monate später starb er und wurde im Breslauer Dom im Grab des Bischofs Jost von Rosenberg bestattet. 1951 wurde die Grabkammer abgerissen und Herzogs Gebeine in die frühere kleine Kanonikergruft unter dem südlichen Kirchenschiff umgebettet.